# Ted Lyons
Theodore Amar Lyons (ur. 28 grudnia 1900, zm. 25 lipca 1986) – amerykański baseballista, który występował na pozycji miotacza.
Lyons studiował na Baylor University, gdzie w latach 1920–1923, grał w drużynie uniwersyteckiej Baylor Bears. W czerwcu 1923 podpisał kontrakt z Chicago White Sox, w którym zadebiutował 2 lipca 1923 w meczu przeciwko St. Louis Browns. W debiutanckim sezonie grał jako reliever, a pierwsze zwycięstwa zanotował 6 października 1923 w obydwu meczach doubleheader przeciwko Cleveland Indians. W 1925 i 1927 zaliczył najwięcej wygranych w American League, odpowiednio 21 i 22. 21 sierpnia 1926 w spotkaniu z Boston Red Sox zanotował ósmego w historii klubu no-hittera.
W 1939 został wybrany do Meczu Gwiazd i było to jego jedyne powołanie do AL All-Star Team w karierze. W sezonie 1942 uzyskał najlepszy wskaźnik ERA w lidze (2,10). Na początku 1943 rozpoczął służbę wojskową w United States Marine Corps, którą ukończył w grudniu 1945 w stopniu kapitana. W tym samym czasie dostał propozycję dołączenia do sztabu szkoleniowego Chicago White Sox, jednak pomimo 45 lat zdecydował się kontynuować zawodniczą karierę. W sezonie 1946 zagrał w pięciu meczach, po raz ostatni 19 maja 1946. W późniejszym okresie był między innymi menadżerem White Sox oraz trenerem miotaczy w Detroit Tigers i Brooklyn Dodgers.
W 1955 został wprowadzony do Baseball Hall of Fame w dziesiątym głosowaniu, uzyskując 86,5% głosów. Zmarł 25 lipca 1986 w wieku 85 lat.
| Nagroda/wyróżnienie   | Lata    | Źródło |
| All-Star              | 1939    | [ 2 ]  |
| Baseball Hall of Fame | od 1955 | [ 6 ]  |